# Детандер

Схема роботи поршневого детандера

Дета́ндер (рос. детандер; англ. gas-expansion machine, expansion [reducer] valve; нім. Entspannugsmaschine f, Expansionsmaschine f) — теплова машина для перетворення енергії тиску в механічну роботу під час розширення (зниження тиску) газу. Під час розширення газу в детандері, його температура значно знижується, тому детандери часто використовують у холодильній техніці.

## Сфери застосування
- У газових турбінах детандер приводить в рух компресор та електрогенератор (корисне навантаження) за рахунок розширення продуктів згорання.
- На газорозподільчих станціях детандер може використовуватись для утилізації перепаду тиску (замість дроселя). Зазвичай в рух приводиться електрогенератор[1].
- У холодильних установках, зазвичай, детандер приводить в рух компресор, а зниження температури газу на його виході використовується в технологічному процесі.
- Машина для охолодження й скраплення газу. Дія детандера ґрунтується на адіабатному процесі розширення газів, який супроводиться зниженням їхньої температури. Розрізняють детандери турбінні, або турбодетандери, і поршневі[2].